# Philippe (antipape)
Pour les articles homonymes, voir Philippe.
Philippe, est un antipape ayant régné un seul jour, le 31 juillet 768.

## Élection
Après la déposition de Constantin II par le prêtre Waldipert, Philippe est consacré à Saint-Jean-de-Latran mais, accusé d'être le jouet de Didier, roi des Lombards, il est déposé le jour même par le parti anti-lombard qui parvient à faire élire Etienne III. Philippe retourne alors paisiblement dans le monastère où il vivait tandis que plusieurs de ses soutiens furent tués.